# Мукатанов, Асхат Хатмуллович
Асха́т Хатму́ллович Муката́нов (10 апреля 1936 — 3 августа 2010) — российский учёный-почвовед, географ, исследователь чернозёмов, историк науки, доктор биологических наук (1987). Заслуженный деятель науки Республики Башкортостан (1996). Лауреат Государственной премии Республики Башкортостан в области науки и техники (2001).

## Биография
Мукатанов Асхат Хатмуллович родился 10 апреля 1936 года в селе Елпачиха Бардымского района Пермской области РСФСР.
1959 году окончил Пермский сельскохозяйственный институт.
С 1959 года работал инженером-почвоведом Якутской землеустроительной экспедиции, а с 1962 года — Башкирской землеустроительной экспедиции проектно-изыскательного института «Росгипрозем».
С 1965 года работает в Институте биологии Башкирского филиала АН СССР:
- с 1978 года занимает должность старшего научного сотрудника;
- с 1986 года — ведущий научный сотрудник;
- с 1993 года — главный научный сотрудник.

Умер 3 августа 2010 года в городе Уфе Республики Башкортостан.

## Научная деятельность
Научные исследования А. Х. Мукатанова посвящены изучению почв Башкортостана, закономерностей дифференциации почвенного покрова республики, разработке экологически безопасного направления использования почв.